# 1903 au théâtre
| Années du théâtre : 1900 - 1901 - 1902 - 1903 - 1904 - 1905 - 1906    |
| Décennies du théâtre : 1870 - 1880 - 1890 - 1900 - 1910 - 1920 - 1930 |

Cet article présente les faits marquants de l'année 1903 au théâtre.

## Pièces de théâtre représentées
- (depuis le 16 décembre 1902) La Carmélite, comédie musicale en quatre actes et cinq tableaux de Catulle Mendès (musique de Reynaldo Hahn) à l'Opéra Comique, avec Emma Calvé dans le premier rôle.
- 11 mars : adaptation de La Rabouilleuse" par Émile Fabre, au théâtre de l'Odéon.
- 3 avril : Le Système du docteur Goudron et du professeur Plume d’André de Lorde d'après Edgar Allan Poe, au Théâtre du Grand-Guignol, avec Henri Gouget, Chauley et Maurice Schutz.
- 20 avril : Les affaires sont les affaires d'Octave Mirbeau, à la Comédie-Française
- 14 mai : Kahapon, Ngayon à Bukas d'Aurelio Tolentino au Teatro Libertad de Manille
- 23 septembre : Le Miracle de saint Antoine de Maurice Maeterlinck, à Bruxelles
- 2 décembre : Les Coteaux du Médoc, comédie en un acte de Tristan Bernard Paris, Théâtre du Vaudeville,
- 15 décembre : La Sorcière de Victorien Sardou
- La bonne Espérance de Herman Heijermans au théâtre Antoine.
- Le Secret de Polichinelle' comédie en 3 actes de Pierre Wolff, au théâtre du gymnase
- Orphée aux enfers de H. Crémieux (musique d'Offenbach), au Théâtre des variétés

## Naissances
- 8 mai : Fernand Contandin, dit Fernandel, acteur, humoriste, chanteur et réalisateur français († 26 février 1971).
- 17 juillet : Lilita Bērziņa, actrice du Théâtre Dailes († 27 mai 1983).

## Décès
- 24 mars : Aleksandre Soukhovo-Kobyline, dramaturge russe